# ちくま日本文学全集
ちくま日本文学全集（ちくまにほんぶんがくぜんしゅう）とは、筑摩書房から出版された、明治から現代にかけての60人の作家をとりあげた全60巻の文庫版アンソロジー。

## 概要
筑摩書房が1991年から1993年にかけて、50人の作家の中短編をとりあげ（のち60人）、各作家毎に文庫判の大きさで表紙をハードカバー状に仕立て『ちくま日本文学全集』（全60巻）として出版した。
筑摩書房の文庫判の出版物ではあるが、「ちくま文庫」「ちくま学芸文庫」には属していない。
ページ構成において、ルビ、および、注が淡色印刷であり、本文の黒色より目立たなくしている点が通常の文庫と異なる特徴である。
- 装本 安野光雅
- 編集協力 池内紀・井上ひさし・鶴見俊輔・森毅

その後、2007年から2009年にかけ、この中から40人の作家を選定し、装幀を通常の文庫版と同様にした『ちくま日本文学 全40巻』を出版した。（収録作品は同じ）

## ラインナップ
- 001 芥川龍之介 (*)
- 002 寺山修司 (*)
- 003 宮沢賢治 (*)
- 004 太宰治 (*)
- 005 内田百閒 (*)
- 006 坂口安吾 (*)
- 007 谷崎潤一郎 (*)
- 008 色川武大 (*)
- 009 金子光晴 (*)
- 010 開高健 (*)
- 011 石川淳
- 012 三島由紀夫 (*)
- 013 佐藤春夫
- 014 渋沢龍彦 (*)
- 015 稲垣足穂 (*)

- 016 福永武彦
- 017 泉鏡花 (*)
- 018 萩原朔太郎 (*)
- 019 江戸川乱歩 (*)
- 020 尾崎翠 (*)
- 021 菊池寛 (*)
- 022 夢野久作 (*)
- 023 夏目漱石 (*)
- 024 梶井基次郎 (*)
- 025 森鷗外 (*)
- 026 岡本かの子 (*)
- 027 幸田露伴 (*)
- 028 堀辰雄 (*)
- 029 中勘助
- 030 石川啄木 (*)

- 031 永井荷風 (*)
- 032 島尾敏雄
- 033 柳田國男 (*)
- 034 大岡昇平
- 035 寺田寅彦 (*)
- 036 中島敦 (*)
- 037 正岡子規 (*)
- 038 大佛次郎
- 039 中野重治
- 040 木山捷平
- 041 樋口一葉 (*)
- 042 武田泰淳
- 043 志賀直哉 (*)
- 044 梅崎春生
- 045 林芙美子 (*)

- 046 長谷川四郎
- 047 川端康成 (*)
- 048 海音寺潮五郎
- 049 島崎藤村
- 050 白井喬二
- 051 幸田文 (*)
- 052 深沢七郎
- 053 宮本常一 (*)
- 054 織田作之助 (*)
- 055 中野好夫
- 056 富士正晴
- 057 岡本綺堂 (*)
- 058 渡辺一夫
- 059 折口信夫 (*)
- 060 花田清輝

（(*)は「ちくま日本文学」で文庫再刊）